# Phókisz
A phókisziak vagy más néven phókaiaiak az ókori görög ión törzsekhez tartoztak, Kis-Ázsia területén éltek. A vikingekhez hasonlóan hajón utazva igen messzi tájakra is eljutottak. Például a mai Franciaország területén lévő Massaliát (a mai Marseille) is ők alapították. 

## Földrajz
A phókisziak Phókaia (ógörögül: Φώκαια) városában éltek, a Jón-szigetek északi részén, Aeolisz határán. A város a Hermosz folyó (mai Gediz folyó) torkolatától nem messze helyezkedett el egy félszigeten, a Cyme-öböl és a Szmürnai-öböl között. 
Phókaia két kikötővel is rendelkezett, aminek köszönhetően a phókisziak virágzó tengeri kereskedelmet tudtak kialakítani és tengeri nagyhatalommá váltak. Az archaikus korszakban Phókaia nagy városnak számított, Hérodotosz leírása alapján a falai több stadion hosszúságú volt. 
A későbbi perzsa megszállás jeleit mutatja az a Kr. e. 4. századi perzsa sír, amit Phókaiától 7 kilométerre északra találtak. A Tas Kule (jelentése: kőtorony) egy több méter magas kőből faragott építmény, ami az archeológusok szerint egy perzsa arisztokrata vagy helyi vezető számára emeltek. Stílusában Cyrus sírjához hasonlít. 

## Történelem
Az ókori görög földrajztudós, Pauszaniasz Periégétész szerint a phókisziak athéni vezetés alatt alapították Phókaia városát a nekik adományozott földön. Régészek által talált fazekak maradványaiból arra lehet következtetni, hogy a város a Kr. e. 9. században jött létre.
Hérodotosz elbeszélése szerint a phókisziak az első hellének között voltak, akik ötvenevezős hajókkal nagyobb utazásokra is vállalkoztak. Az Adriai-tengert, Türszéniát, Ibériát és Tartésszoszt is ők fedezték fel. A történetíró szerint tartésszosziak királya, Arganthóniosz nagyon megkedvelte a phókisziakat és rá akarta venni őket hogy az ő országában telepedjenek le, amit ők visszautasítottak.
Rengeteg helyre eljutottak hajóikon Egyiptomtól kezdve a Dardanellákig és kereskedelmet folytattak a helyiekkel. 
A perzsa hódítások elől kénytelenek voltak elmenekülni. I.e. 546-ban II. Kurus perzsa király elfoglalta Phókiszt. A pühókisziak egy része Khíoszba települt át, mások a Földközi-tenger nyugati medencéjében hoztak létre telepeket:
- a mai Korzika (akkor Kürnosz) szigetén Alaliát,
- a mai Marseille elődeként pedig Masszaliát.

Kr. e. 540 körül az alaliai phókisziak az egyesült etruszk–karthágói flottával vívott az alaliai csatában olyan nagy veszteségeket szenvedtek, hogy kereskedelmük jelentősen visszaesett, de Masszalia fejlődését ez nem akadályozta meg. A környező területeken lakó keltákkal (vagy gallokkal) békében éltek, ami virágzó kereskedelmi kapcsolatokat eredményezett. A masszaliai kereskedõk Dél-Galliában és Hispaniában is erősödtek és fejlődtek.   
Kr. e. 500 körül csatlakoztak a Perzsia ellen szövetkezett ión felkeléshez. Kr. e. 494-ben a ladéi csatában a tapasztalt phókiszi tengerész Dionüszioszra bízták az ión flotta vezetését, de a szamosziak árulása miatt vereséget szenvedtek, és ez megpecsételte a felkelés sorsát. 
Miután a görögök Kr. e. 480-ban legyőzték I. Xerxész perzsa királyt és az athéniak hatalma folyamatosan erősödött, a phókisziak is csatlakoztak a Déloszi szövetséghez. Később Kr. e. 412-ben a Peloponnészoszi háború idején Spártával és több ión szövetségessel együtt fellázadtak Athén ellen. Végül Kr. e. 387-ben véget ért a csatározás a Korinthoszi háború után az antalkidászi békekötéssel. 
Phókaia a hellenizmus korában szeleukida majd attalida uralom alá került, később a római hódítók foglalták el. A Római Birodalom korszakában a város a kerámiaedények gyártásának központja volt. Később Benedetto Zaccaria, a bizánci nagykövet irányítása alá került, aki jelentős vagyont halmozott fel többek között a területen található timsóbányákból. Kr. u. 1455-ig genovai gyarmat volt, mikor a törökök elfoglalták. 1914-ben Phókaia városában az Oszmán Birodalom etnikai tisztogatási politikájának következtében görögök elleni tömegmészárlás zajlott, mikor török csapatok görög civileket gyilkoltak. 

## Fizetőeszköz
Valószínűleg a phókisziak az elsők között voltak a saját pénzérme készítésben és használatában. A legkorábbi érmék elektrumból készültek, ami az ezüst és arany ötvözete. A British Museum is őriz egy phókiszi érmét, aminek a gyártását Kr. e. 521-478-re becsülik.  